# Provincias del Imperio del Brasil
Las provincias del Brasil se establecieron como subdivisiones del territorio brasileño después de la extinción de las capitanías el 28 de febrero de 1821 tras la elevación de Brasil a reino, poco más de un año antes de la Declaración de Independencia. Después de que se proclamó la república en 1889, las provincias imperiales se convirtieron en estados federales.
La Constitución de 1824 creó el Concejo General de Provincia que sustituyó al desaparecido Consejo de los Fiscales de las provincias. Este consejo se componía de 21 o 13 miembros electos, dependiendo del tamaño de la población de la provincia. Todas las "resoluciones" (leyes) creadas por los concejos necesitaban la aprobación de la Asamblea General, sin derecho de apelación. Los Concejos Provinciales no tenían ninguna autoridad para aumentar los ingresos y sus presupuestos eran discutidos y ratificados por la Asamblea General.
Con la enmienda constitucional de 1834, conocida como el Acto Adicional, el Concejo General de Provincias fue suplantado por la Asamblea Legislativa Provincial. La nueva Asamblea disfrutaron de una mayor autonomía del gobierno nacional. La Asamblea Provincial se componía de 36, 28 o 20 miembros elegidos, un número que dependía del tamaño de la población de la provincia. La elección de diputados provinciales seguía el mismo procedimiento utilizado para elegir diputados a la Cámara de Representantes.
Las provincias del Brasil tenían poca autonomía política y eran totalmente subordinado al gobierno nacional, siendo sus gobernadores nombrados por el gobierno central; con la proclamación de la república adquirieron el estatuto jurídico de autarquías territoriales, siendo totalmente autónomas en relación con el gobierno federal.

## Provincias

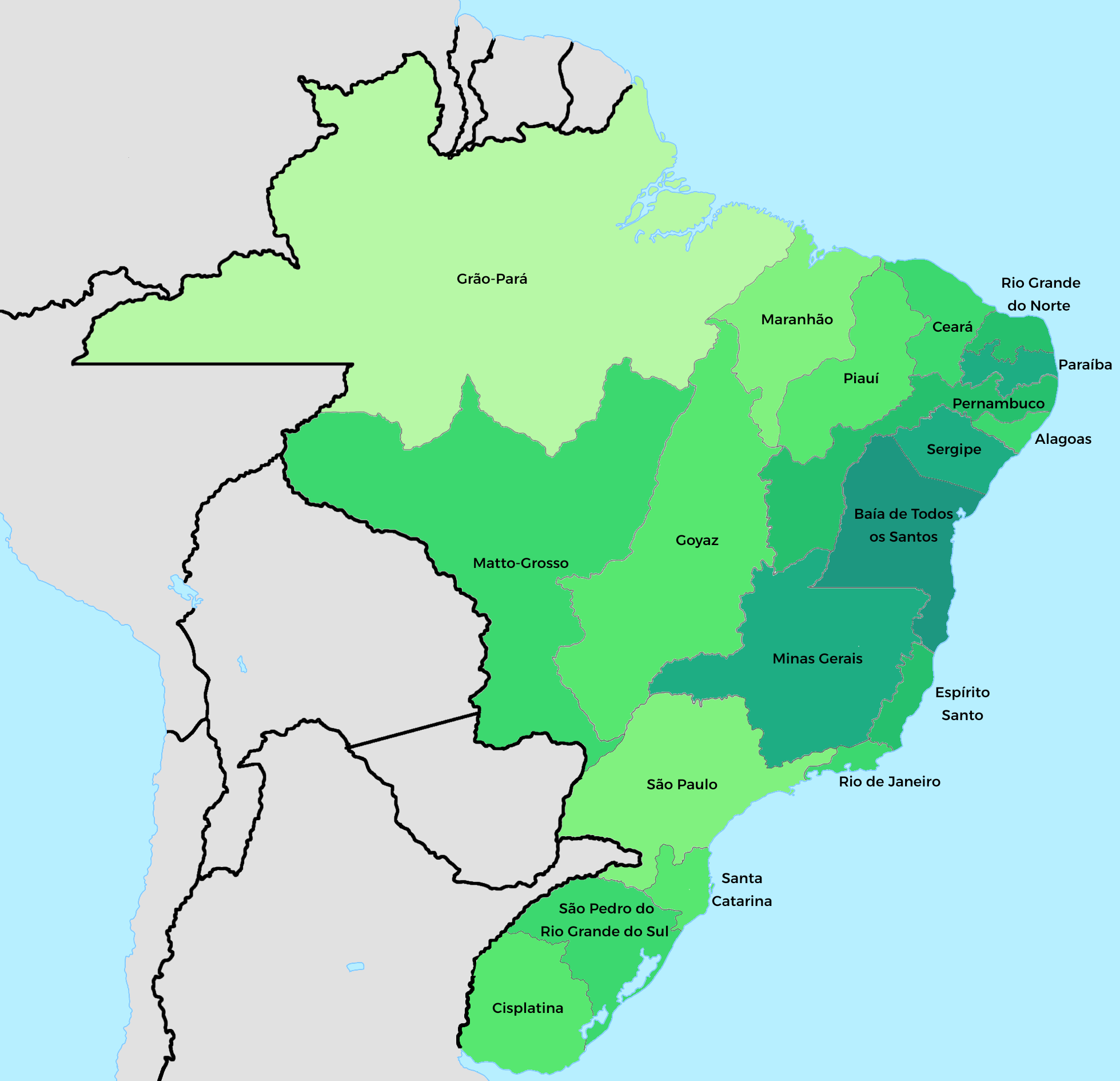
Provincias del Imperio del Brasil en 1822.

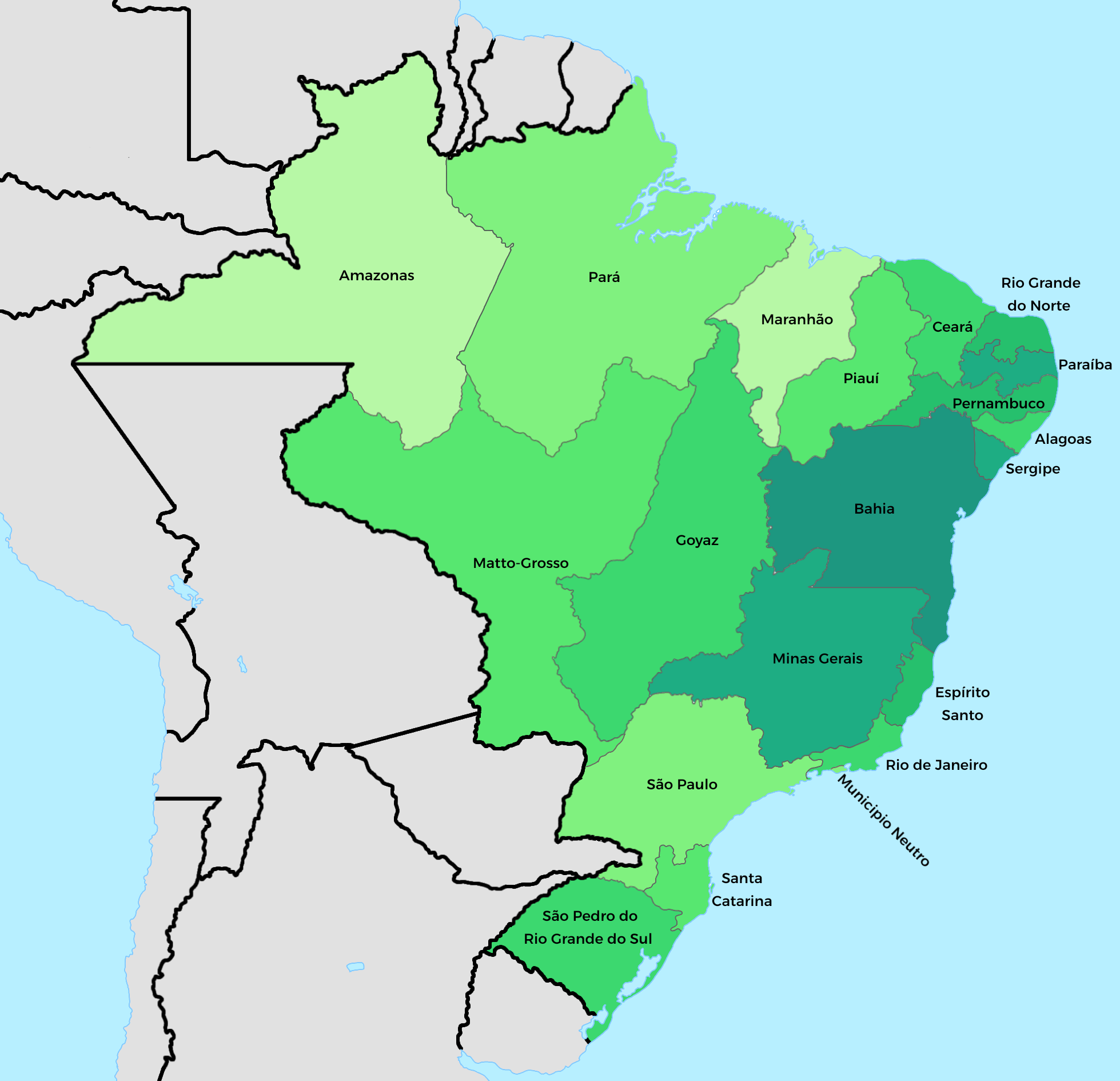
Mapas de las provincias del Imperio del Brasil y del Municipio Neutro en 1851. La provincia Cisplatina se perdió desde 1828 y se creó la provincia de Amazonas.

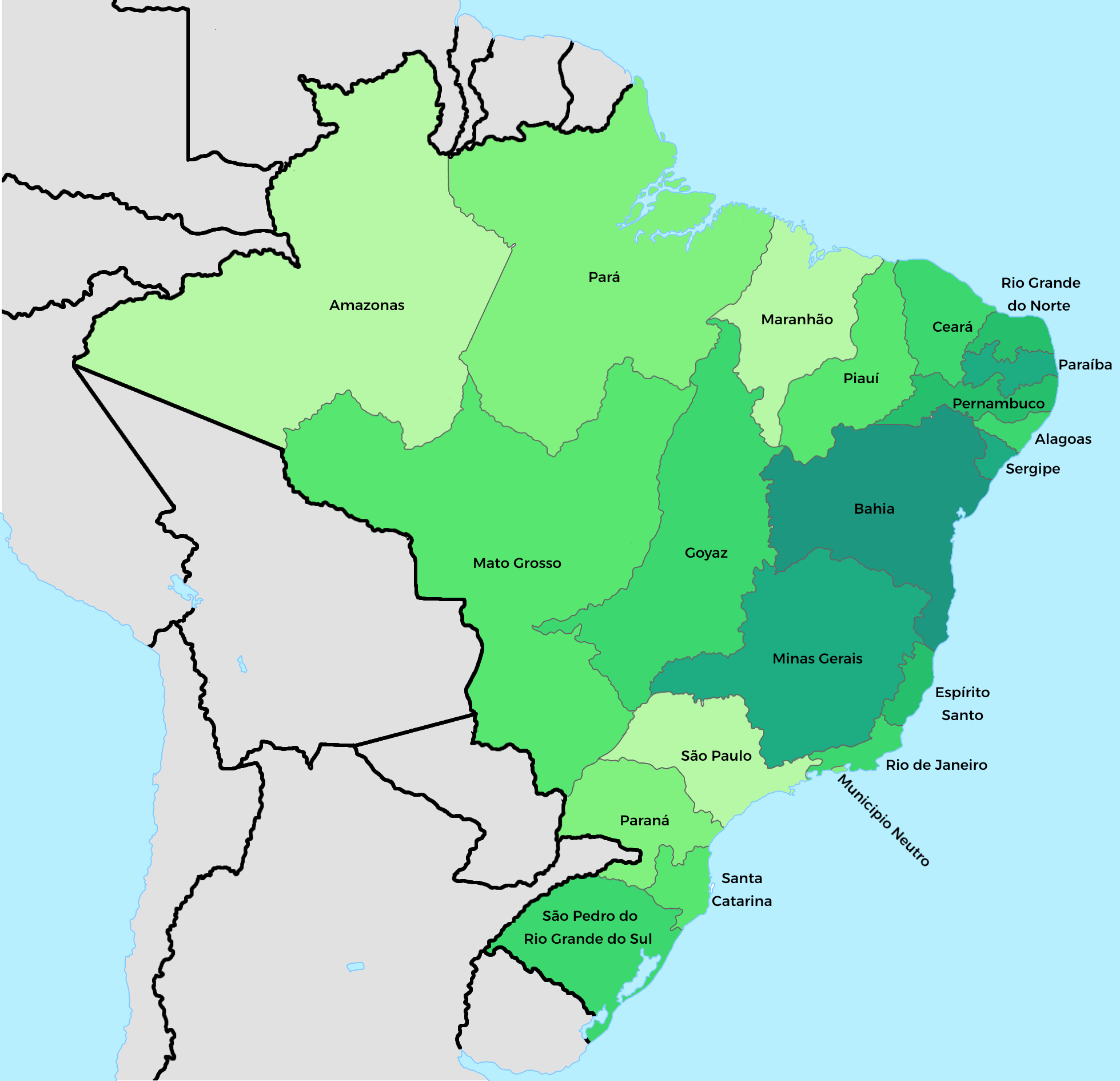
Mapas de las provincias del Imperio del Brasil y del Municipio Neutro en 1889. Se creó la provincia de Paraná.

| Nombre                            | Capital                                        | Creación | Disolución | Bandera |
| --------------------------------- | ---------------------------------------------- | -------- | ---------- | ------- |
| Provincia de Alagoas              | Maceió                                         | 1821     | 1889       |         |
| Provincia de Amazonas             | Manaus                                         | 1850     | 1889       |         |
| Provincia de Bahía                | Salvador de Bahía                              | 1821     | 1891       |         |
| Provincia de Ceará                | Fortaleza                                      | 1821     | 1891       |         |
| Provincia Cisplatina              | Montevideo                                     | 1817     | 1828       |         |
| Provincia de Espírito Santo       | Vitória                                        | 1821     | 1889       |         |
| Provincia de Goiás                | Goiânia                                        | 1821     | 1889       |         |
| Provincia del Gran Pará           | Belém do Pará                                  | 1821     | 1889       |         |
| Provincia de Maranhão             | São Luís                                       | 1821     | 1889       |         |
| Provincia de Mato Grosso          | Cuiabá                                         | 1821     | 1889       |         |
| Provincia de Minas Gerais         | Vila Rica                                      | 1821     | 1889       |         |
| Provincia de Paraná               | Curitiba                                       | 1853     | 1889       |         |
| Provincia de Paraíba              | Cidade da Paraíba                              | 1821     | 1889       |         |
| Provincia de Pernambuco           | Olinda (1821–1837) Recife (1837–1889)          | 1821     | 1889       |         |
| Provincia de Piauí                | Oeiras (1821–1852) Teresina (1852–1889)        | 1821     | 1889       |         |
| Provincia de Río de Janeiro       | Río de Janeiro (1821–1834) Niterói (1834–1889) | 1821     | 1889       |         |
| Provincia de Río Grande del Norte | Natal                                          | 1821     | 1891       |         |
| Provincia de Río Grande del Sur   | Porto Alegre                                   | 1821     | 1889       |         |
| Provincia de Santa Catarina       | Desterro                                       | 1821     | 1889       |         |
| Provincia de São Paulo            | São Paulo                                      | 1821     | 1889       |         |
| Provincia de Sergipe              | São Cristóvão (1821–1855) Aracaju (1855–1889)  | 1821     | 1889       |         |
| Municipio Neutro                  | Río de Janeiro                                 | 1834     | 1889       |         |

## Cambios territoriales
Los límites de las provincias durante el Imperio del Brasil no fueron definidas en su mayoría y sufrieron alteraciones tanto en relación con las fronteras internas como las externas con los países vecinos.
Sólo dos provincias se crearon durante el Imperio: la provincia de Amazonas en 1850, que se escindió de la provincia de Pará, por la ley Nº 582 de 5 de septiembre, y la provincia de Paraná el 29 de agosto de 1853, se escindió de la provincia de São Paulo, por la ley Nº 704 de dicho año.

### Antes de la independencia
Algunos cambios importantes en la división político-administrativa de Brasil que se produjeron desde la llegada de la corte portuguesa en 1808 fueron:
- En 1744 la capitanía de Goiás se separó de la capitanía de São Paulo.
- El gobierno de la Isla Santa Catarina fue separado de la capitanía de Río Grande de San Pedro por real cédula de 14 de abril de 1809.
- La separación de la capitanía de Piauí de la capitanía de Maranhão, que fue subordinado por real cédula del 10 de octubre de 1811.
- El Triángulo Minero fue transferido de Goiás a Minas Gerais, por decreto de 4 de abril de 1816.
- Fue creada la capitanía de Alagoas el 16 de septiembre de 1817, escindida de la capitanía de Pernambuco.
- En 1817 la provincia Oriental (actual Uruguay), fue anexada por Brasil bajo el nombre de provincia Cisplatina.
- La separación de la capitanía de Sergipe de la capitanía de Bahía, el 8 de julio de 1820.
- En 1820 la aldea de Lages fue transferida desde São Paulo a Santa Catarina, por decreto del 9 de septiembre.

### Después de la independencia
- En 1828 la provincia Cisplatina se convirtió en estado independiente bajo el nombre de Estado Oriental del Uruguay.[6]
- En 1827 fue transferido el distrito del río San Francisco, perteneciente hasta entonces a Pernambuco, a la provincia de Bahía[7] formando actualmente la Mesorregión del Extremo Oeste Baiano.[8][9]
- En 1834 la ciudad de Río de Janeiro fue separada de la provincia homónima y pasó a conformar el Municipio Neutro, capital imperial del Brasil.
- En 1850 la provincia del Gran Pará fue dividida en las del Amazonas y Pará.
- El territorio entre los ríos Turiaçu y Gurupi pasaron a pertenecer a la provincia de Maranhão, por decreto Nº 639 de 12 de junio de 1852.
- En 1853 la provincia de Paraná se escindió de la provincia de São Paulo.
- El 9 de enero de 1872 y por medio del Tratado de Asunción fue anexada el área al sur de Dourados después de la guerra con el Paraguay, que pasó a formar parte de la provincia de Mato Grosso, y en la actualidad pertenece al Mato Grosso del Sur.
- En 1889 el Imperio del Brasil se convirtió en la República de los Estados Unidos del Brasil y las provincias se trasformaron en estados, manteniendo los mismos límites anteriores. El Municipio Neutro que comprendía a la ciudad de Río de Janeiro se convirtió en el Distrito Federal de Brasil.
- El 5 de febrero de 1895, el entonces presidente de los Estados Unidos, Grover Cleveland, arbitró a favor de Brasil la Cuestión de Palmas y el oeste de Santa Catarina pasó a pertenecer definitivamente a Brasil. Pero la región se mantuvo en disputa entre Paraná y Santa Catarina, hasta 1916, cuando se estableció definitivamente los límites entre los dos estados.